# (267) Tirza
(267) Tirza, és un asteroide pertanyent al cinturó d'asteroides descobert el 27 de maig de 1887 per Auguste Honoré Charlois des de l'observatori de Niça, França.
Està nomenat així per Tirza, un personatge de la Bíblia.